# Studzianka (wieś w województwie lubelskim)
Studzianka – wieś sołecka w Polsce położona w województwie lubelskim, w powiecie bialskim, w gminie Łomazy. Przez miejscowość przepływa Zielawa, rzeka dorzecza Bugu, dopływ Krzny.
| SIMC    | Nazwa    | Rodzaj     |
| ------- | -------- | ---------- |
| 1022469 | Szenejki | przysiółek |

W latach 1975–1998 miejscowość położona była w województwie bialskopodlaskim. W pobliżu, w miejscu nazywanym „Głuch” pole bitwy pod Łomazami toczonej 14–15 września 1769 podczas Konfederacji Barskiej, w której poległ marszałek Franciszek Ksawery Pułaski, brat Kazimierza, z mogiłą Konfederatów Barskich.
Wieś jest sołectwem w gminie Łomazy. Według Narodowego Spisu Powszechnego z roku 2011 wieś liczyła 427 mieszkańców.
Wierni Kościoła rzymskokatolickiego należą do parafii Świętych Apostołów Piotra i Pawła w Łomazach.

## Historia
Studzianka – dawna osada tatarska, którą zamieszkuje 427 mieszkańców (III 2011 r.). Miejscowość przez ponad trzy wieki stanowiła centrum życia muzułmańskiego w okolicy. Studzianka była Mekką Podlaskich Tatarów. Do 1915 roku w Studziance stał meczet, zbudowany po przybyciu Tatarów po 1679 roku. W dniu 15 sierpnia 1915 r. meczet został spalony przez wycofujące się wojska rosyjskie. Na jego miejscu obecnie stoi szkoła podstawowa, a miejsce to zwane jest potocznie meczeciskiem. 
Do dzisiaj pozostał cmentarz tatarski zwany mizarem z nagrobkami nawet z I połowy XVIII stulecia. Na terenie mizaru w Studziance znajduje się ponad 170 nagrobków. Obecnie pozostali jedynie potomkowie Tatarów.
Ze Studzianki pochodził rzeźbiarz ludowy Teofil Kożuchowski, a także profesor psychologii Bogusław Hornowski, profesor nauk rolniczych Czesław Józefaciuk, inżynier i konstruktor Stanisław Daniewicz, płk Mieczysław Janowicz pracownik MON i lotnictwa, uczestnik walk pod Monte Casino podchorąży Stanisław Tereszczuk, rodzina pedagogów Feliks i Maria Pirogowicz, Piotr Bajrulewicz.

## Skansen – muzeum wsi podlaskiej

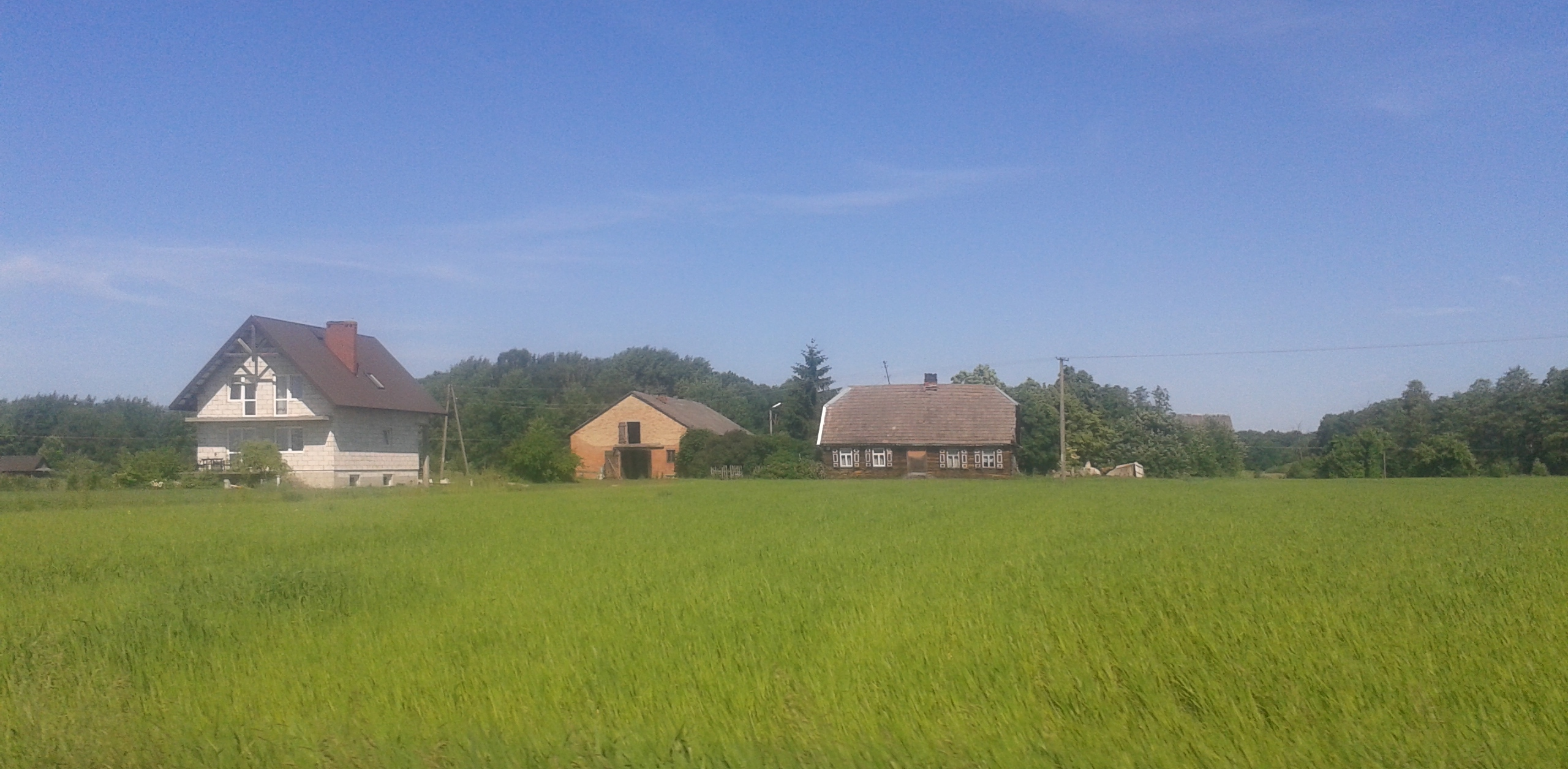
Widok ogólny miejscowości

W Studziance istnieje skansen – prywatne muzeum wsi podlaskiej, które prowadzi rodzina Józefaciuków. Mieszkańcy zajmują się rolnictwem ekologicznym.

## Twórcy ludowi
Obecnie tworzą: kowal Marek Miroński, twórcy rękodzieła ludowego Halina Łukaszu, Teresa Dziobek, Leokadia Niedźwiedź, Sabina Kaczan, oraz artystki: Renata Owczaruk.

## Stowarzyszenie Rozwoju Miejscowości Studzianka
Działa Stowarzyszenie Rozwoju Miejscowości Studzianka, które realizuje projekty ze środków krajowych i unijnych z zakresu kuchni tatarskiej i regionalnej, makijażu i wizażu, garncarstwa, łucznictwa historycznego. Młodzi mieszkańcy, działający w Stowarzyszeniu Rozwoju Miejscowości Studzianka propagują tatarskie tradycje. W miejscowej świetlicy udostępniono wystawę „330 lat osadnictwa tatarskiego w Studziance i okolicy” z fotografiami meczetu, mizaru i społeczności tatarskiej z 1 poł. XX w., pochodzące ze zbiorów Sławomira Hordejuka. Turyści mogą także obejrzeć projekcje filmów dotyczących Tatarów Bialskich i Studzianki oraz wziąć udział w wieczorze poświęconym poezji tatarskiej i motywowi tatarskiemu w polskiej literaturze. Tematykę Tatarów podejmował również wydawany przez Stowarzyszenie kwartalnik „Echo Studzianki” (ostatni 50 numer ukazał się 20 grudnia 2021 roku).